# معهد المعلومات العلمية والتقنية
المعهد الفرنسي للمعلومات العلمية والتقنية (بالفرنسية: Institut de l'information scientifique et technique)‏ المعروف اختصاراً (INIST) هو المركز الوطني الفرنسي للبحث العلمي للتوثيق، ويقع في فرنسا. لديه مهمة جمع ومعالجة ونشر نتائج البحوث العلمية والتقنية. ينتج المعهد ثلاث قواعد بيانات ببليوجرافيا متعددة اللغات ومتعددة التخصصات وهي: باسكال، فرانسيس، ودوج. ويقع مقر المعهد في فاندوفر-ليه-نانسي [الإنجليزية]، في مبنى من تصميم جان نوفيل. كما ينشر المعهد عددًا من الدورية الأكاديمية.

## المدراء
- جوري ديلاكوت [الإنجليزية] [4] [5]